# Třída Fervent
Třída Fervent byla třída torpédoborců Britského královského námořnictva. Celkem byly postaveny tři jednotky této třídy. Ve službě byly v letech 1900–1920.
Třída Fervent představovala jednu ze sedmnácti podtříd raných britských torpédoborců od různých výrobců, které jsou souhrnně označovány jako třída A. Torpédoborce třídy A neměly jednotný design, ale důraz byl u nich kladen na jednotnou rychlost (u prvních tří podtříd 26 uzlů a u zbývajících čtrnácti podtříd 27 uzlů). Třída Fervent patřila do druhé skupiny označováné jako „27-knotters“.

## Stavba
Britská loděnice Hanna, Donald & Wilson v Paisley postavila celkem dvě jednotky této třídy. Na vodu byly spuštěny roku 1895. Torpédoborce však nedosahovaly požadované rychlosti, a proto byly do služby přijaty až v letech 1900–1901. Loděnice Hanna, Donald & Wilson už nedostala další zakázky na plavidla této kategorie.
Jednotky třídy Fervent:
| Jméno       | Založení kýlu   | Spuštěn         | Vstup do služby | Osud          |
| ----------- | --------------- | --------------- | --------------- | ------------- |
| HMS Fervent | 27. března 1894 | 20. března 1895 | červen 1900     | Vyřazen 1920. |
| HMS Zephyr  | 23. dubna 1894  | 10. května 1895 | červenec 1901   | Vyřazen 1920. |

## Konstrukce
Výzbroj představoval jeden 76mm kanón, pět 57mm kanónů a dva jednohlavňové 457mm torpédomety se zásobou čtyř torpéd. Pohonný systém tvořily dva lokomotivní kotle a dva tříválcové parní stroje s trojnásobnou expanzí o výkonu 4000 hp, roztáčející dva lodní šrouby. Spaliny odváděl jediný komín. Nejvyšší rychlost dosahovala 26 uzlů. Dosah byl 3000 námořních mil při rychlosti deset uzlů.

### Modifikace
Roku 1908 byl původní kotle nahrazeny čtyřmi kotly Reed. Pohonný systém měl výkon 3800 hp. Spaliny odváděly čtyři komíny. Nejvyšší rychlost dosáhla 27 uzlů.
Roku 1916 byly torpédoborce vybaveny dvěma spouštěči hlubinných pum.